# Бексли (Миссисипи)
Бе́ксли (англ. Bexley) — невключённая территория в округе Джордж (штат Миссисипи, США).

## История
До создания округа Джордж Бексли находился в округе Грин.
В 1901 году в Бексли компания Diamond Lumber Company открыла лесопилку. Она была способна обрабатывать 15 000 м сосны в день. Компания построила короткую железную дорогу, идущую на юг от Бексли. Лесопилка закрылась в 1918 году.
Бексли был остановкой на магистрали центральной железной дороги Иллинойса.
Почтовое отделение Бексли работало с 1900 по 1971 годы.
Школа Бексли работала с 1913 по 1959 годы и была одной из первых консолидированных школ в Миссисипи (консолидация позволяла объединить две или более сельских школ).
В 2010 году шериф округа Джордж, Гэрри Уэлфорд, погиб в Бексли во время скоростной погони. Уэлфорд пытался установить шипы на перекрёстке в Бексли, когда преследуемый полицейскими автомобиль его сбил. Водитель и пассажир этого автомобиля, парень и девушка, были приговорены к пожизненному заключению без права досрочного освобождения.

## Общественные службы
Населённый пункт обслуживается добровольным пожарным депо Бексли.
Водопроводная система Бексли была первой сельской водопроводной системой в Соединённых Штатах, которая финансировалась Администрацией фермерских домов.